# Battaglia della Foresta di Hürtgen
La battaglia della foresta di Hürtgen (in tedesco Schlacht im Hürtgenwald) è il nome dato ad una serie di aspre battaglie combattute tra le forze statunitensi e tedesche verso la fine della seconda guerra mondiale nella foresta di Hürtgen, situata ad est del confine tra la Germania e il Belgio. La battaglia si svolse tra il 19 settembre 1944 e il 10 febbraio 1945 su un'area di appena 129 km², diventando lo scontro più lungo combattuto sul suolo germanico durante l'intero conflitto e la battaglia più lunga mai combattuta dall'esercito statunitense in tutta la sua storia.
L'obiettivo principale dei comandanti statunitensi era di bloccare le forze tedesche presenti nell'area per impedir loro di rinforzare le linee del fronte più a nord, tra Aquisgrana e la Ruhr, dove gli Alleati erano impegnati in una dura guerra di trincea combattuta in una rete di città e villaggi fortificati collegati da ostacoli anticarro e campi minati. L'obiettivo secondario era quello di sfondare la linea del fronte aggirando la rete di capisaldi fortificati e mettendo così fine alla guerra di posizione che si combatteva più a nord. In particolare, gli statunitensi erano intenzionati a prendere Schmidt, ripulire Monschau e avanzare verso il fiume Roer. Il comandante tedesco Walter Model riuscì però a bloccare l'avanzata alleata controllando il campo di battaglia magistralmente, rallentando i progressi degli alleati e infliggendo loro pesanti perdite. A questo scopo egli sfruttò anche le fortificazioni che i tedeschi chiamavano Westwall, più note agli alleati con il nome di Linea Sigfrido.
La battaglia costò alla prima armata statunitense almeno 33 000 vittime e feriti, sia in combattimento che a causa del clima invernale particolarmente sfavorevole. Le vittime tedesche furono tra le 12 000 e 16 000. Aquisgrana infine cadde il 22 ottobre, ma ad un prezzo alto poiché la Nona armata si spinse verso il fiume Roer ma non riuscì né ad attraversarlo né a prendere il controllo delle sue dighe. La battaglia della foresta di Hürtgen passò alla storia come una "sconfitta di prima grandezza" degli alleati, soprattutto per merito di Model.
I tedeschi difesero ferocemente l'area per due motivi: essa era fondamentale per la futura offensiva delle Ardenne, allora già in fase di studio e di cui l'area della foresta di Hürtgen doveva rappresentare il pilastro destro, ed inoltre le montagne permettevano di controllare l'accesso alla diga di Schwammenauel del lago Rurstausee che, se aperta, avrebbe allagato le aree sottostanti e impedito l'attraversamento del fiume con un notevole vantaggio difensivo per i tedeschi. Gli alleati riuscirono a comprendere la situazione solo dopo diverse sconfitte, ma i tedeschi riuscirono a mantenere il controllo della regione fino all'ultima, grande offensiva sul fronte occidentale.

## Contesto strategico
A metà settembre 1944, l'inseguimento dell'esercito tedesco da parte degli alleati dopo lo sbarco in Normandia stava rallentando a causa dell'eccessiva estensione delle linee di rifornimento alleate e della lenta ma progressiva riorganizzazione dell'esercito tedesco, facilitata dall'essere ormai schierati sul territorio nazionale e quindi con linee di rifornimento assai brevi. L'obiettivo strategico degli alleati era costituito dallo schieramento sul fiume Reno di tutte le truppe disponibili per prepararsi ad attraversarlo ed infliggere ai tedeschi la sconfitta definitiva.
La 1ª armata statunitense, al comando di Courtney Hodges, aveva incontrato una dura resistenza mentre si spingeva verso Aquisgrana e venne percepita come una potenziale minaccia la presenza di forze nemiche che utilizzavano la foresta di Hürtgen come base.
All'inizio di ottobre, giunse la 1ª divisione fanteria, unendosi ad elementi del XIX Corpo e del VII Corpo, che avevano circondato Aquisgrana. Sebbene la prima divisione fanteria avesse chiesto alla guarnigione tedesca presente nella città la resa, il comandante Gerhard Wilck rifiutò fino al 21 ottobre.
Fu anche necessario rimuovere la minaccia costituita dalla diga. Essa, finché rimaneva sotto il controllo della Germania, poteva essere aperta, sommergendo le forze armate che erano presenti più in basso. Secondo i comandanti statunitensi Bradley, Hodges e Collins, il percorso diretto verso la diga era attraverso la foresta.
Col senno di poi, gli storici militari non furono convinti da queste motivazioni: Charles B. MacDonald, uno storico statunitense ed ex comandante di compagnia che partecipò alla battaglia della foresta di Hürtgen, la descrisse come «una battaglia sbagliata e fondamentalmente inutile che si sarebbe potuto e dovuto evitare».

## Terreno

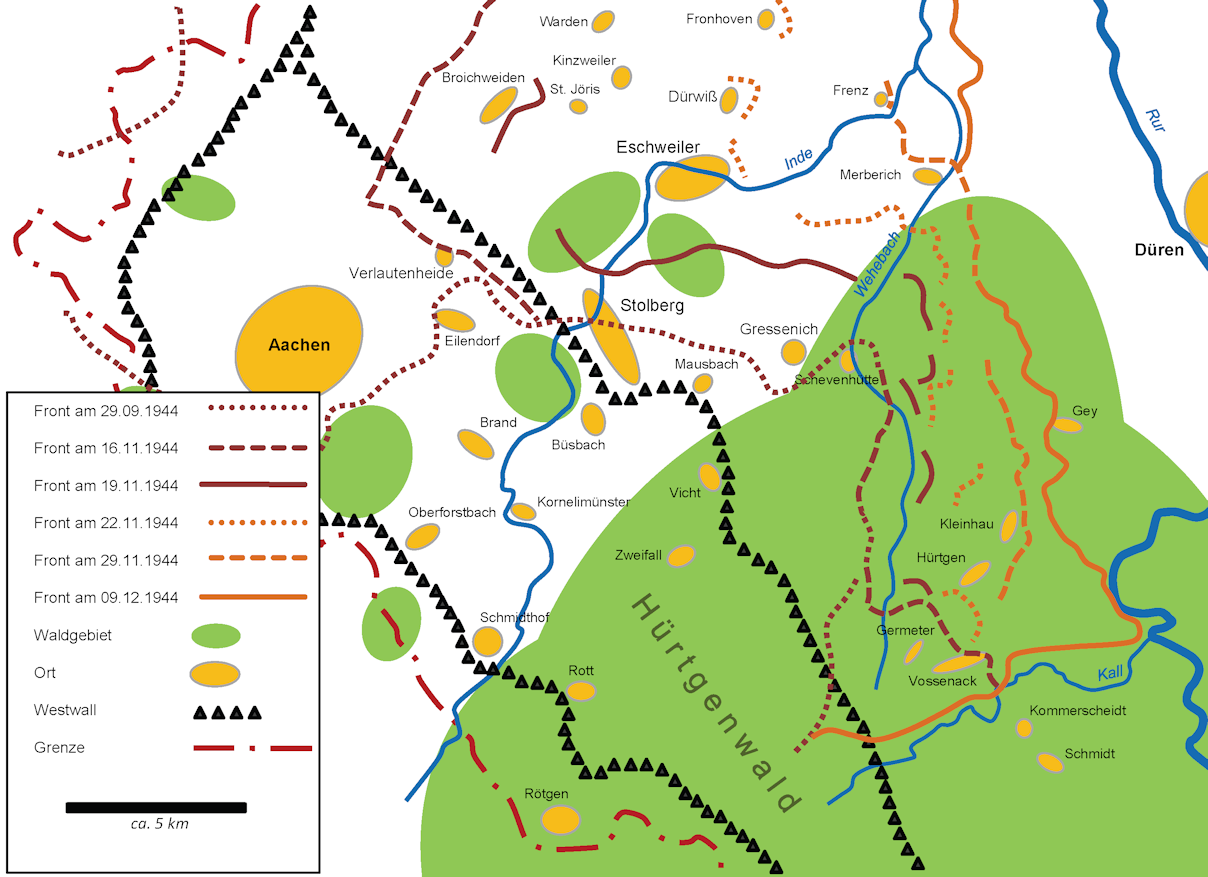
Mappa dell'area della battaglia

La foresta di Hürtgen occupa un'area accidentata tra il fiume Roer e Aquisgrana. Costituita da una densa vegetazione di conifere, è interrotta da poche strade, qualche pista e barriere di terra, che ostacolano il movimento dei veicoli. Nell'autunno e all'inizio dell'inverno del 1944, il clima era così freddo ed umido che spesso impediva il supporto aereo. A terra le condizioni variavano dall'umido alla copertura nevosa.
I difensori tedeschi avevano preparato la zona con fortini, campi minati, filo spinato e trappole di ogni tipo nascoste nella neve. Inoltre erano presenti numerosi bunker, appartenenti alle difese più profonde della Linea Sigfrido, che costituivano ottimi centri di resistenza. La densa foresta permetteva infiltrazioni profonde e attacchi ai fianchi, tali da rendere a volte difficile stabilire una linea del fronte o essere del tutto sicuri che l'area fosse effettivamente libera da nemici. Il piccolo numero di strade, sentieri e radure permise ai tedeschi di mantenere efficacemente sotto tiro con le mitragliatrici, i mortai e i pezzi d'artiglieria i punti di passaggio e di sosta obbligati. La superiorità numerica delle truppe alleate (di circa 5:1), la maggiore mobilità e la notevole disponibilità di veicoli corazzati cessavano di rappresentare un vantaggio: l'impenetrabile foresta limitava l'uso dei carri (sempre molto utilizzati in appoggio alla fanteria) e forniva nascondigli ed eccellenti occasioni di imboscate anche a gruppi relativamente piccoli ma determinati di difensori, spesso equipaggiati con i micidiali panzerfaust. Inoltre i mortai per il loro impiego richiedevano necessariamente degli spiazzi e delle radure ma queste aree erano molto pericolose perché, essendo poche e ben note, erano frequentemente prese a bersaglio dal tiro dei tedeschi. Per questo motivo spesso la fanteria non poteva avere il supporto dei mortai. Anche i trasporti erano limitati dalla mancanza di strade: in momenti critici divenne difficile rinforzare e rifornire le unità in prima linea e persino evacuare i feriti. La copertura garantita dalla foresta e il terreno accidentato impedivano l'efficace impiego delle superiori e ormai quasi incontrastate forze aeree alleate, a causa dell'oggettiva difficoltà nell'individuare i bersagli. Inoltre, tra gli americani vi era una certa carenza di rimpiazzi addestrati (specialmente tra la fanteria) per cui quando le divisioni subivano perdite venivano impiegate sul fronte reclute senza esperienza.
Anche i tedeschi dovevano affrontare simili limitazioni: le loro divisioni avevano subito pesanti perdite durante la ritirata attraverso la Francia ed erano state frettolosamente rinforzate con soldati senza esperienza, uomini che erano già stati giudicati inadatti al servizio e persone anziane. Inoltre i trasporti erano ulteriormente impediti dalla carenza di veicoli e di carburante. La maggior parte dei rifornimenti doveva essere trasportata a spalle o con muli e cavalli fino alla linea del fronte. I difensori avevano dalla loro i vantaggi di avere un certo numero di comandanti e soldati che conoscevano le tattiche per combattere in quel tipo di ambiente, una forte motivazione dettata dal fatto di difendere il suolo della propria patria e infine di possedere molte postazioni ben preparate e rese ancor più efficaci dal notevole vantaggio che il terreno offriva ai difensori.

## Forze contrapposte
La foresta era all'interno dell'area assegnata alla prima armata di Courtney Hodges, e la responsabilità delle operazioni fluttuava tra il V e il VII Corpo.
Inizialmente la foresta era difesa dalla 275ª e dalla 353ª divisione fanteria. Esse erano costituite da meno soldati rispetto alla normalità, ma essi erano ben preparati. In totale contavano circa 5 000 uomini (1 000 in riserva) comandati dal generale Hans Schmidt. Essi avevano poca artiglieria e non disponevano di carri armati. Man mano che la battaglia progrediva, vennero aggiunti dei rinforzi. Le speranze statunitensi che le truppe fossero deboli e pronte a ritirarsi si rivelarono vane.

### Stati Uniti
- 1st Infantry Division
- 4th Infantry Division
- 8th Infantry Division
- 9th Infantry Division
- 28th Infantry Division
- 78th Infantry Division
- 83rd Infantry Division
- 104th Infantry Division
- 17th Airborne Division
- 82nd Airborne Division
- 3rd Armored Division
- 5th Armored Division
- 7th Armored Division
- 366th Fighter Wing

### Germania
- 85. Infanterie-Division
- 89. Infanterie-Division
- 275. Infanterie-Division
- 344. Infanterie-Division
- 347. Infanterie-Division
- 353. Infanterie-Division
- 3. Fallschirmjäger-Division
- 3. Panzergrenadier-Division
- 116. Panzer-Division
- 12. Volksgrenadier-Division
- 47. Volksgrenadier-Division
- 246. Volksgrenadier-Division
- 272. Volksgrenadier-Division
- 326. Volksgrenadier-Division

## Svolgimento della battaglia

### Prima fase
Questa fase si concentrò nel villaggio di Schmidt, posto al centro di un'importante via di rifornimento tedesca e situato nell'area meridionale della foresta. L'ingaggio iniziò il 19 settembre 1944, quando il 60º reggimento fanteria entrò nella foresta e venne respinto dalle condizioni del terreno e dall'opposizione tedesca.
Il 5 ottobre, la 9ª divisione fanteria attaccò il villaggio di Schmidt utilizzando il 60º e il 39º reggimento fanteria, mentre il 47º reggimento era in posizione difensiva. La strada Monschau–Düren venne tagliata velocemente, ma entrambi i reggimenti furono rallentati dalle difese, che inflissero anche perdite significative. Il 2º battaglione del 60º reggimento venne ridotto ad un terzo dei suoi uomini durante il primo giorno. Il 39º venne bloccato presso Weisser Weh Creek, dove era intrappolato da percorsi stretti e barriere di terra. L'evacuazione dei feriti e il rifornimento era difficile se non impossibile.
Riprendendo la marcia, il 16 ottobre l'esercito statunitense era avanzato di 3 000 iarde (2 700 m) al prezzo di 4 500 vittime. La 9ª divisione, che si trovava in pessime condizioni, venne rilevata dalla 28ª divisione fanteria, un'unità della Guardia Nazionale.
La 28ª venne rinforzata con corazzati, trasporti M29 Weasel e supporto aereo. Dei tre reggimenti di cui era composta, uno venne dispiegato per proteggere il fianco nord, un secondo per attaccare Germeter e il terzo per prendere Schmidt, che rimaneva l'obiettivo principale. L'area aveva un terreno impervio, e la strada verso Kall correva lungo una profonda gola. Quella regione non era adatta ai carri armati, anche se essi erano importanti per supportare la fanteria.
L'attacco della 28ª divisione iniziò il 2 novembre, ed esso era atteso dall'esercito di difesa. Il 109º reggimento venne ostacolato dopo 300 iarde (270 m) da un campo minato che non era stato previsto, bloccato dal fuoco dei mortai e dall'artiglieria e stressato da contrattacchi. Dopo due giorni riuscì ad avanzare di 1 miglio (1 600 m) e successivamente si assestò su trincee e subì varie perdite. Il 112º reggimento attaccò Vossenack e la cresta più vicina, che venne catturata il 2 novembre. Il 112º venne quindi bloccato a Kall da parte di robuste difese e dal terreno difficoltoso. Il 110º reggimento aveva il compito di ripulire i boschi nei pressi del fiume, catturare Simonskall e costituire una linea di rifornimenti per l'avanzata verso Schmidt. Anche questo venne ostacolato da difese preparate, dal terreno e dalle condizioni meteorologiche, che impedirono il supporto aereo fino al 5 novembre.
Il 112º reggimento prese Schmidt il 3 novembre, tagliando la linea di rifornimento tedesca a Monschau, ma non fu possibile ricevere rifornimenti statunitensi, poiché la strada per Kall era bloccata. I carri della 116ª divisione panzer tedesca e la fanteria della 89ª divisione lanciarono un deciso contrattacco, che respinse le forze statunitensi da Schmidt. Per due giorni, il 112º reggimento rimase nelle vicinanze di Schmidt sotto forti pressioni.
Il 6 novembre, il 12º reggimento fanteria venne distaccato dalla 4ª divisione ed inviato per rinforzare la 28ª divisione.
Attorno al ponte di Kall le truppe del 28ª divisione si spinsero in avanti all'inizio del novembre 1944 per catturare il villaggio di Schmidt. Dopo pochi giorni, la cosiddetta Allerseelenschlacht risultò un disastro per le forze statunitensi. Mentre le truppe cercavano di ritirarsi attraverso il ponte verso Vossenack, grandi parti della valle di Kall erano già state tagliate fuori dai tedeschi. Un medico militare tedesco, il Capitano Guenther Stuettgen, negoziò la cessazione delle ostilità dal 7 al 12 novembre per permettere il recupero dei feriti di entrambi gli schieramenti. Molte vite di soldati statunitensi vennero salvate da personale paramedico tedesco.
A Vossenack, il 2º battaglione del 112º reggimento dopo un lungo e pesante bombardamento si sfaldò e fu costretto a ritirarsi. A seguito del provvidenziale arrivo di due plotoni di carri statunitensi, di cacciacarri M10 Wolverine e di due compagnie del 146º battaglione genieri (impiegate come fanteria) in supporto ai soldati del provato 2º battaglione, gli americani riuscirono a resistere e portarono avanti i combattimenti per Schmidt fino al 10 novembre.

### Seconda fase
In questa fase, la 4ª divisione statunitense venne inviata per ripulire la metà settentrionale della foresta tra Schevenhütte e Hürtgen, catturare Hürtgen ed avanzare verso il fiume Roer, a sud di Düren. Dal 10 novembre questo compito fu affidato al VII Corpo. La 4ª divisione venne impiegata completamente a Hürtgen e poiché il suo 12º reggimento era già stato duramente provato dall'azione contro Schmidt, gli obiettivi della divisione vennero assegnati agli altri due reggimenti. Il VII Corpo statunitense era contrapposto alle forze tedesche dell'81º Corpo, costituite da tre divisioni a corto di effettivi. A Hürtgen era presente la 275ª divisione (6 500 soldati con 150 pezzi d'artiglieria) ben posizionati e pronti a contrastare gli americani.
Gli avvenimenti sono descritti nel rapporto del  Defense Technical Information Center (archiviato dall'url originale l'8 novembre 2018).:
L'attacco iniziò il 16 novembre. I due reggimenti di fanteria attaccarono in colonne parallele: l'8º lungo il bordo settentrionale della foresta verso Düren, il 22º più a sud, parallelamente. I fianchi aperti non ostacolarono le infiltrazioni.
Gli attacchi dell'8º reggimento sulla cresta "Rother Weh" incontrarono forti resistenze e vennero respinti con gravi perdite. Il 22º non riuscì a prendere "Rabenheck", e dovettero ripiegare sotto il fuoco pesante di mitragliatori ed artiglieria. Dopo tre giorni vi furono 300 perdite, tra cui ufficiali e sottufficiali.
Per il 18 novembre i carri armati si resero essenziali, quindi i genieri prepararono tracciati per i carri lungo la foresta. Le comunicazioni e la logistica restavano un problema, quindi il giorno successivo gli attacchi si arrestarono per permettere i rifornimenti e l'evacuazione dei feriti. I rinforzi tedeschi giunsero dalla 344ª e dalla 353ª divisione, rendendo la resistenza ancora più dura.
Il 21 novembre, l'8ª divisione fanteria del V Corpo attaccò la valle "Weisser Weh", procedendo verso Hürtgen. Il 121º reggimento fanteria incontrò immediatamente delle forti difese. Nonostante il supporto corazzato del 10º battaglione, le forze alleate procedevano di circa 550 metri al giorno. Il 29 novembre venne presa Hürtgen e la battaglia continuò a Kleinhau, situato un miglio a nord.

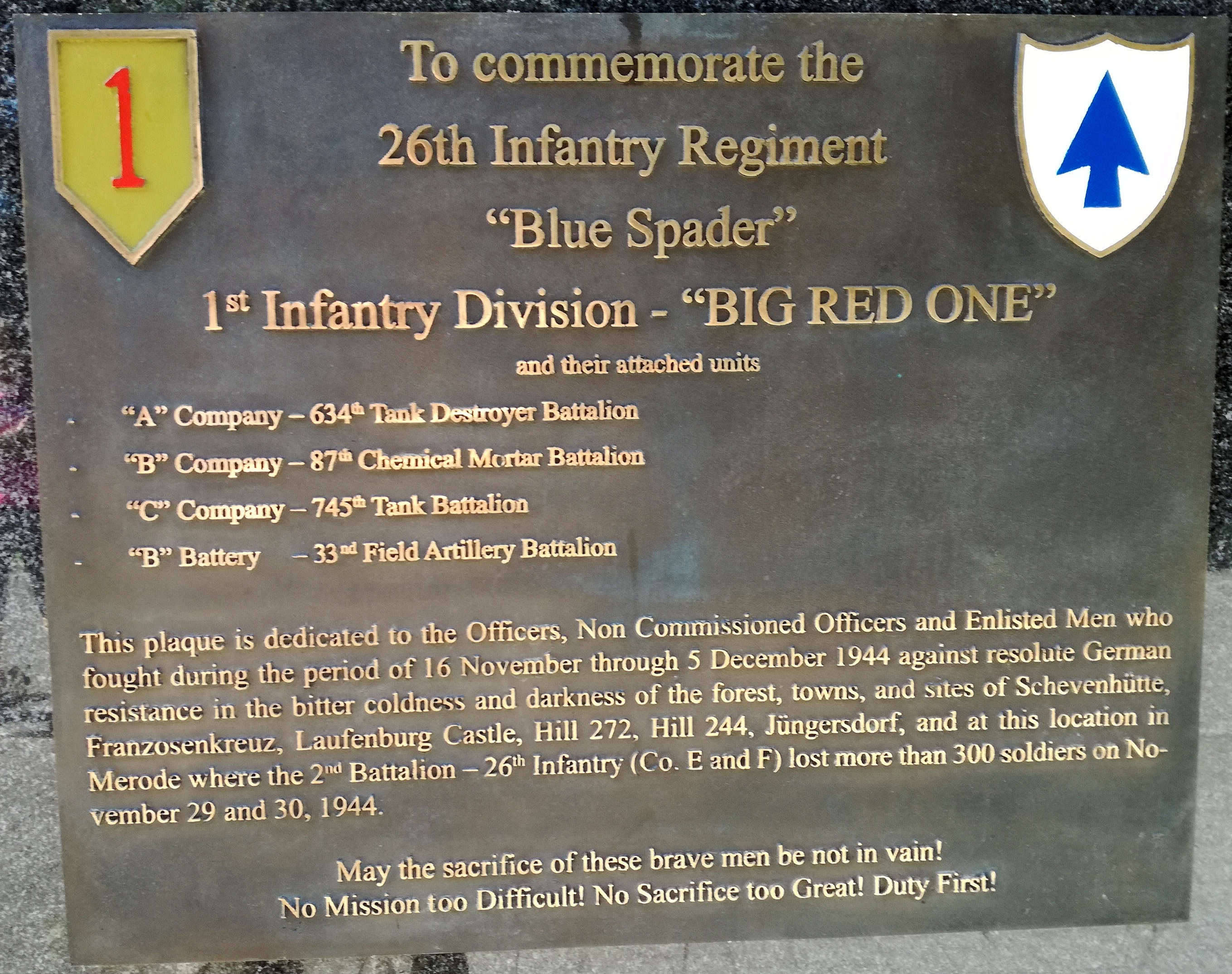
Lapide commemorativa in Merode, Germania

L'ultima azione nella foresta fu combattuta a Merode, sul margine nordorientale della foresta. Due compagnie statunitensi presero il villaggio, ma vennero distrutte in un successivo contrattacco tedesco.
Elementi dell'8ª e della 28ª divisione fanteria avanzarono verso Brandenberg. La 28ª, proprio come la 9ª (e la 4ª), subì gravi perdite durante la permanenza nella foresta. Il 14 novembre giunse il 2º battaglione ranger per dare il cambio ai soldati del 112º reggimento fanteria. Il 6 dicembre i ranger si mossero verso Bergstein e presero la posizione strategica della Collina 400, sconfiggendo le truppe del 980º reggimento della 272ª divisione Volksgrenadier. Poco dopo, il 12 dicembre, vennero catturate da parte degli americani le città di Gey e Strass.
Le azioni effettuate furono talmente intense da causare, in entrambe le parti, più di 250 000 soldati morti, feriti o catturati. La 1ª e la 9ª armata statunitense subirono 57 039 perdite (morti, feriti, catturati, dispersi in azione), 71 654 perdite non in battaglia, come incidenti, malattie o lesioni (come polmonite, sindrome del piede da trincea o del piede di immersione, congelamento, traumi). Per le forze tedesche non vi sono dati certi, tuttavia si presumono circa 12 000 morti oltre a 95 000 prigionieri e un numero sconosciuto di feriti.

## Epilogo

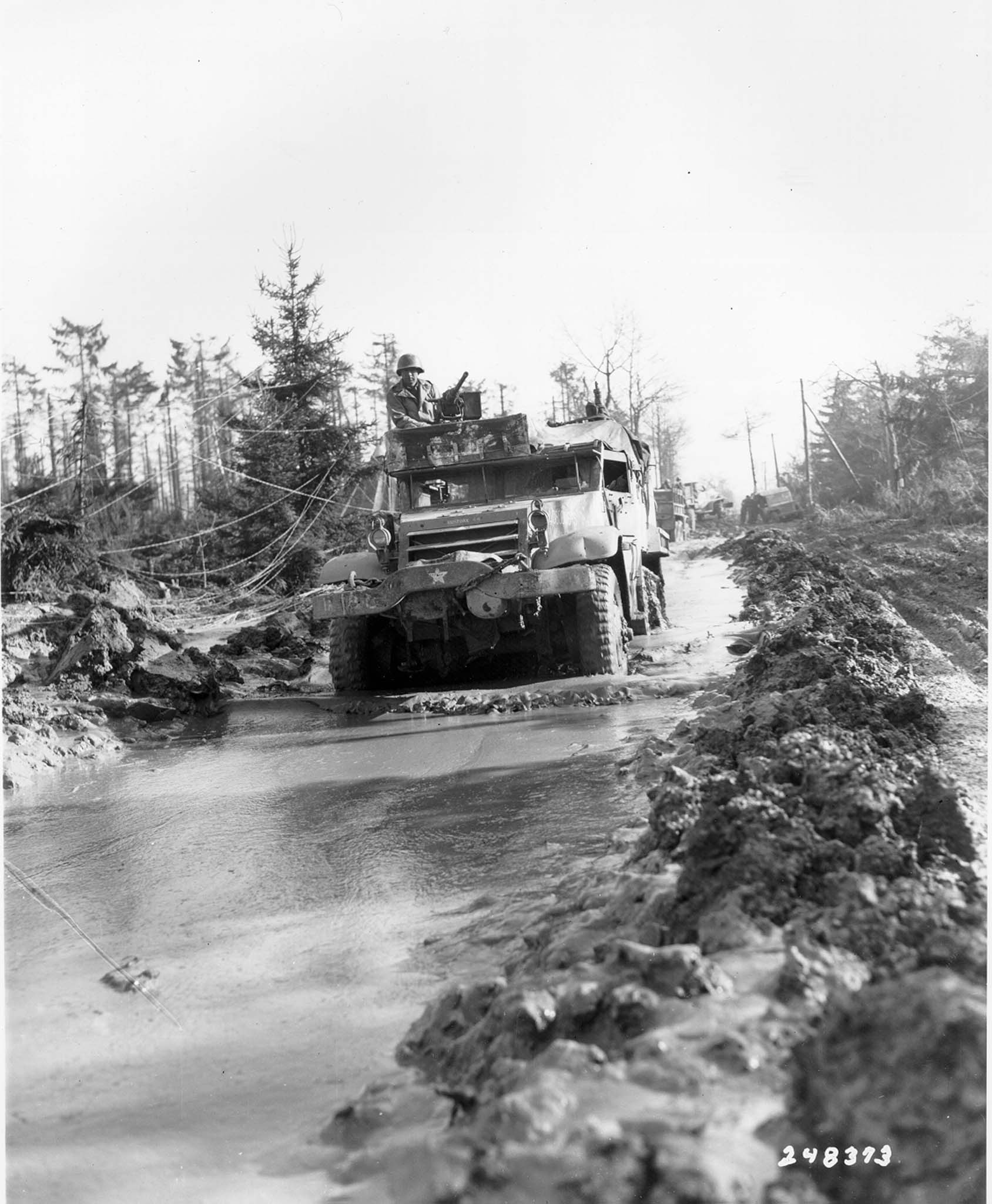
Un semicingolato statunitense nella foresta di Hürtgen, 15 febbraio 1945

Il 16 dicembre 1944, le forze tedesche iniziarono l'Offensiva delle Ardenne, più nota agli anglosassoni come la Battaglia della Sacca (The Battle of the Bulge). Il violento attacco colse di sorpresa gli alleati (che si erano ormai convinti che la Germania non avesse più risorse per una grande offensiva) e causò uno sfondamento delle loro linee, tanto più che i tedeschi avevano magistralmente vibrato il colpo nel punto più debole dello schieramento. Le unità statunitensi dispiegate nella regione, tra cui l'8º, la 104ª, l'82ª e la 101ª divisione aviotrasportata, approntarono una difesa che comprese anche lo strategico nodo stradale di Bastogne, dove avvenne una delle battaglie più importanti e celebrate della guerra.
L'offensiva venne bloccata completamente per metà gennaio, e all'inizio di febbraio le forze statunitense attaccarono proprio attraverso la foresta di Hürtgen. Il 10 febbraio venne presa la diga di Schwammenauel, anche se i tedeschi aprirono le chiuse il giorno precedente per inondare la valle della Ruhr, bloccando la pressione statunitense verso il Reno attraverso il fiume per due settimane. Infine gli alleati riuscirono finalmente ad attraversare il fiume il 23 febbraio, quando le acque rifluirono.
Due soldati della 4ª divisione fanteria vennero insigniti della Medal of Honor per le azioni in battaglia: il tenente colonnello George Mabry, il secondo soldato statunitense più decorato della seconda guerra mondiale e il soldato di prima classe Francis X. McGraw (postuma).
Il soldato Edward Donal Slovik, assegnato alla 28ª divisione, scelse la corte marziale piuttosto di combattere nella foresta di Hürtgen. Il 31 gennaio 1945 venne giustiziato per diserzione.

### Perdite

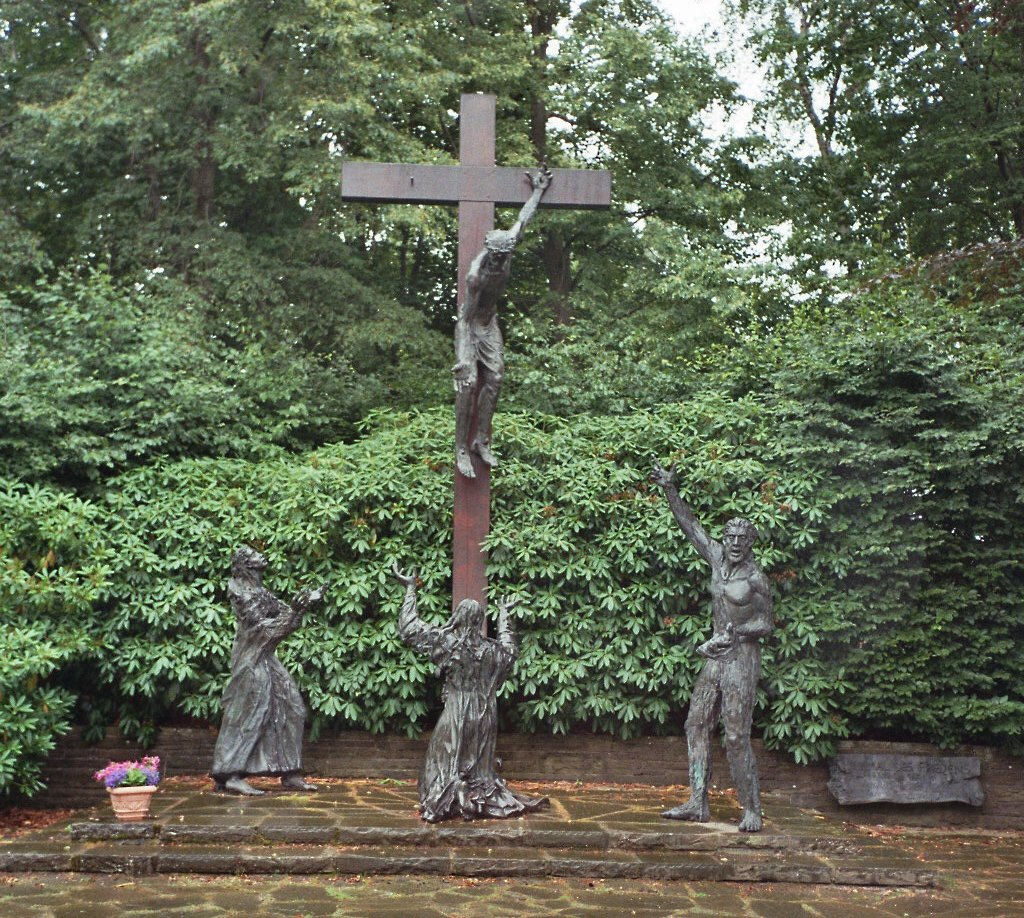
Un monumento a Vossenack, dedicato a tutti coloro che caddero vittime della battaglia, indipendentemente dallo schieramento

Il Center of Military History dell'esercito statunitense ha stimato l'impiego di circa 120 000 truppe, oltre alle sostituzioni; al termine della battaglia si contarono 23 000 vittime in battaglia e 9 000 non in battaglia. Due divisioni, la 4ª e la 9ª, subirono perdite così gravi da dover essere ritirate dalla linea del fronte per riorganizzarsi.
La battaglia di Schmidt costò 6 184 perdite statunitensi — in paragone le perdite a Omaha Beach erano 4 000. Le perdite tedesche si aggirarono a meno di 3 000 unità.
Nella seconda fase, la 4ª divisione era avanzata di 1 miglio e mezzo per il 20 novembre, subendo 1 500 perdite da battaglia e centinaia di vittime di malattie e problemi di salute. Dopo due settimane, erano state percorse altre tre miglia, con la perdita di circa 6 000 uomini (4 000 in battaglia), portando il totale delle perdite del mese di novembre a 170 ufficiali e 4 754 soldati.
Alcune unità impiegate in questa operazione avevano combattuto anche ad Omaha Beach, una delle cinque spiagge utilizzate per lo sbarco in Normandia. Alcuni veterani, paragonando le due battaglie, affermarono che quella delle foresta di Hürtgen fu molto più sanguinosa.

### Monumenti
Nel cimitero militare di Hürtgen è presente un monumento in pietra con una placca bronzea dedicata dai veterani della 4ª divisione fanteria statunitense in memoria di Friedrich Lengfeld (29 settembre 1921 - 12 novembre 1944), un luogotenente tedesco. Lengfeld morì il 12 novembre, a causa di gravi ferite subite mentre cercava di aiutare un soldato statunitense ferito ad uscire da un campo minato. È l'unico monumento dedicato ad un soldato tedesco voluto dai suoi ex nemici in un cimitero militare tedesco.
A Kall è presente una statua che richiama i momenti di umanità tra gli orrori della guerra. Ufficialmente è dedicata al 60º anniversario della cessazione delle ostilità a Kall, ed è stata inaugurata il 7 novembre 2004.

## Analisi storica
Le discussioni degli storici riguardano il senso strategico o tattico del piano di battaglia degli Stati Uniti. Una di questa analisi sostiene che la strategia alleata aveva sottostimato la forza e la determinazione dei soldati tedeschi, credendo che il loro spirito di combattimento fosse collassato a causa dello stress dello sbarco in Normandia e dalla sacca di Falaise. I comandanti statunitensi non compresero appieno l'impraticabilità della densa foresta e gli effetti negativi sull'utilizzo e la precisione dell'artiglieria, oltre all'impossibilità del supporto aereo. Inoltre, le forze statunitensi erano concentrate nel villaggio di Schmidt e non tentarono né di conquistare la diga di Ruhr, particolarmente strategica, né riconobbero l'importanza della collina 400 nelle prime fasi della battaglia.